# Eva Söderqvist

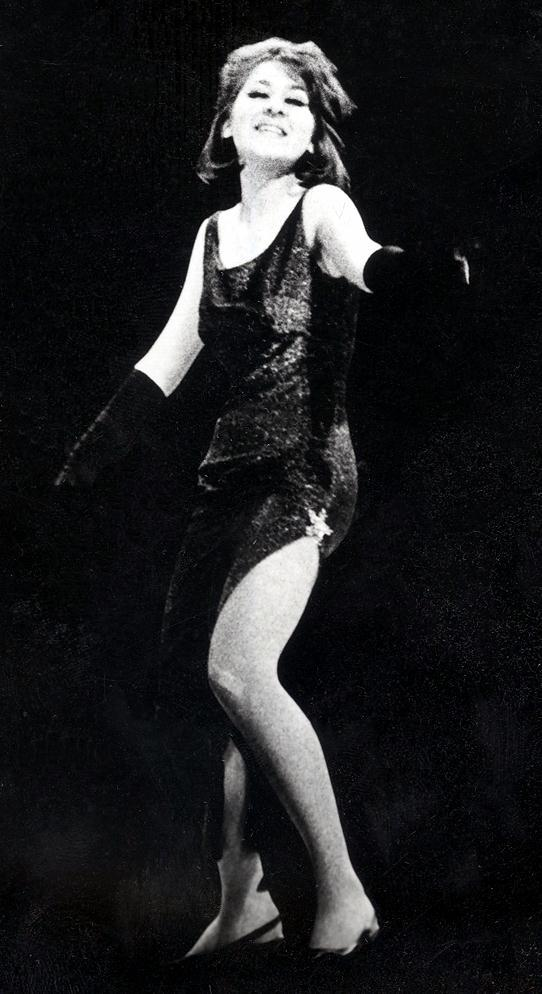
Söderqvist vid scendebuten på Tibble Teater i Täby 24/3 1968

Eva Mirjam Janete Söderqvist Söderberg, född 30 augusti 1949, är en svensk skribent och kulturpersonlighet.
Söderqvist debuterade som scenartist år 1968 med en huvudroll i musikalen Peccoral och har sedan huvudsakligen ägnat sig åt arbete med texter, bland annat har hon varit engagerad i revyer i hemorten Vallentuna.
Åren 1989 och 1990 recenserade hon Vallentuna Revyn i tidningen Södra Roslagen, numera utgiven av Mitt i. Fem år senare stod Söderqvist själv på scen igen och spelade med i revyns ensemble två år i rad (1995-1996).
Hon har arbetat i det tysta under många år med uppdrag som författare och översättare av all slags litteratur. Arbetet har tidvis lett till uppmärksammade insatser även som huvudredaktör.
1994 var hon en av drivkrafterna och kulturarbetarna bakom firandet av 500-årsminnet av kung Gustav Vasas födelse som tillräckligt många historiker har ansett ägde rum i maj 1494 på Lindholmen i Orkestaby i hennes hemkommun Vallentuna. 
Med Sylvia Pettersson var Söderqvist även redaktör för en bok om en av bygdens nydanare.